# Фединський Олександр
Олекса́ндр Феди́нський (* 1914 — † 1981) — український правник і бібліограф.

## Біографічні відомості
Родом із Галичини. Брат Юрія Фединського. В'язень польських і німецьких тюрем.
На еміграції в Австрії. Від 1948 року в США. Співробітник, а в 1977—1981 роках — голова управи Українського музею-архіву в Клівленді.
Автор «Бібліографічного показника української преси поза межами України» (1966—1979, 6 випусків).